# Bošnjace
Bošnjace (en serbe cyrillique : Бошњаце) est une localité de Serbie située dans la municipalité de Lebane, district de Jablanica. Au recensement de 2011, elle comptait 1 519 habitants.
Bošnjace, officiellement classé parmi les villages de Serbie, est situé sur la rive gauche de la Jablanica.

## Démographie

### Évolution historique de la population
| 1948  | 1953  | 1961  | 1971  | 1981  | 1991  | 2002  | 2011  |
| ----- | ----- | ----- | ----- | ----- | ----- | ----- | ----- |
| 1 517 | 1 601 | 1 691 | 1 769 | 1 819 | 1 853 | 1 629 | 1 519 |

|  |